# Bola de Natal

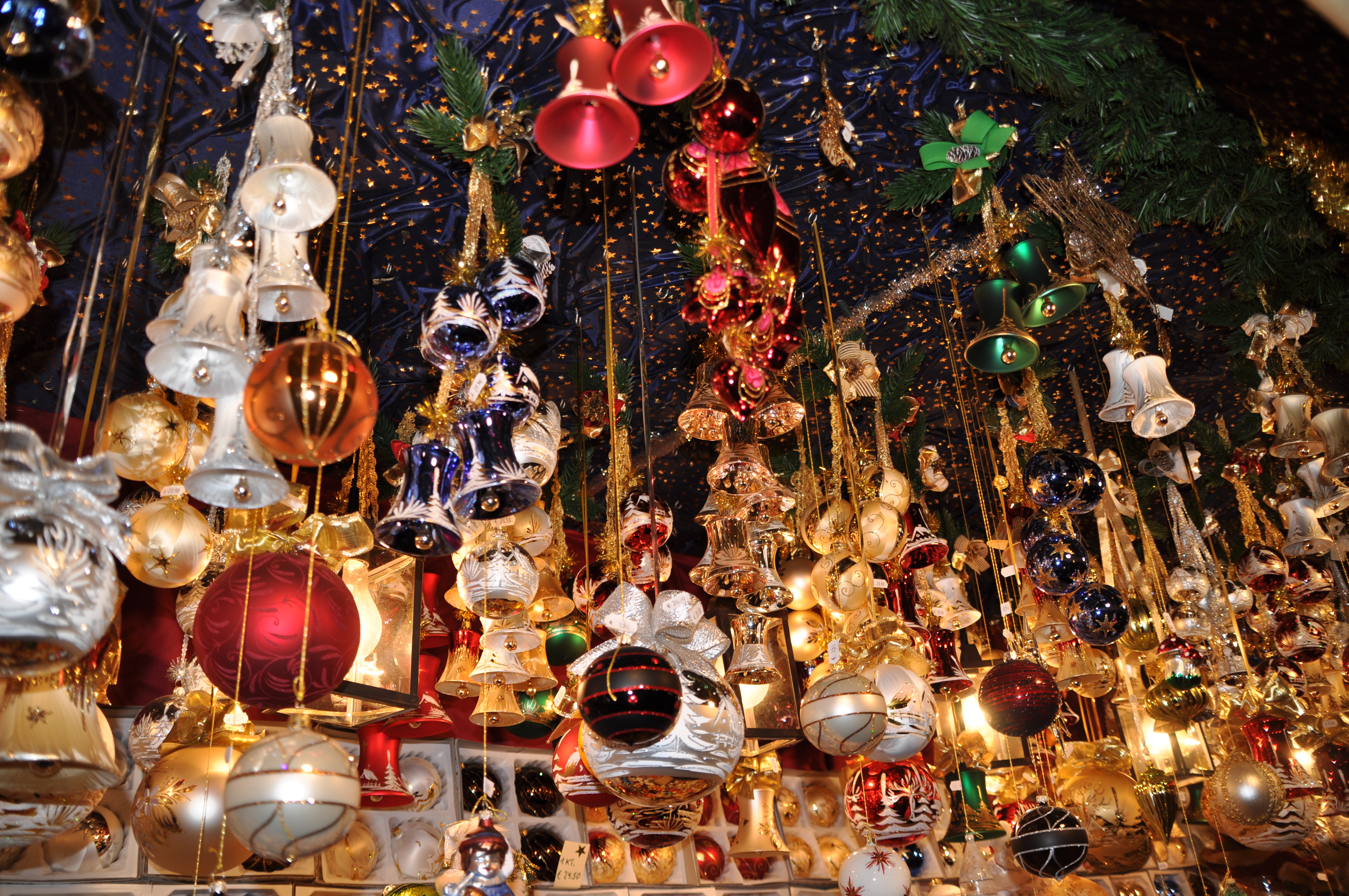
Ornamentos natalinos composto por bolas e sinos.

Bolas de Natal são itens de decoração, geralmente usados para decorar árvores de Natal. Essas decorações podem ser tecidas , sopradas (vidro ou plástico), moldadas (cerâmica ou metal), esculpidas em madeira ou poliestireno expandido, ou feitas por meio de outras técnicas.
Os ornamentos estão disponíveis em uma variedade de formas geométricas. Os ornamentos são quase sempre reutilizados ano após ano, em vez de comprados anualmente, e as coleções familiares geralmente contêm uma combinação de ornamentos produzidos comercialmente e decorações criadas por membros da família. Tais coleções são muitas vezes transmitidas de geração em geração.

## História
Lucretia P. Hale "The Peterkins' Christmas-Tree" oferece um pequeno catálogo dos tipos de ornamentos usados na década de 1870:
"Havia todo tipo de coisa pendurada dourada, de vagens de ervilha douradas a borboletas nas molas. Havia bandeiras e lanternas reluzentes, gaiolas de pássaros, ninhos com pássaros pousados neles, cestas de frutas, maçãs douradas e cachos de uvas."
O moderno enfeite de Natal de vidro colorido e foi inventado na pequena cidade alemã de Lauscha em meados do século XVI.
Segundo a mitologia grega as ninfas Hespérides, filhas de Atlas e Héspera, vivem num jardim de maçãs de ouro, cuja entrada é defendida por um dragão.

## Galeria

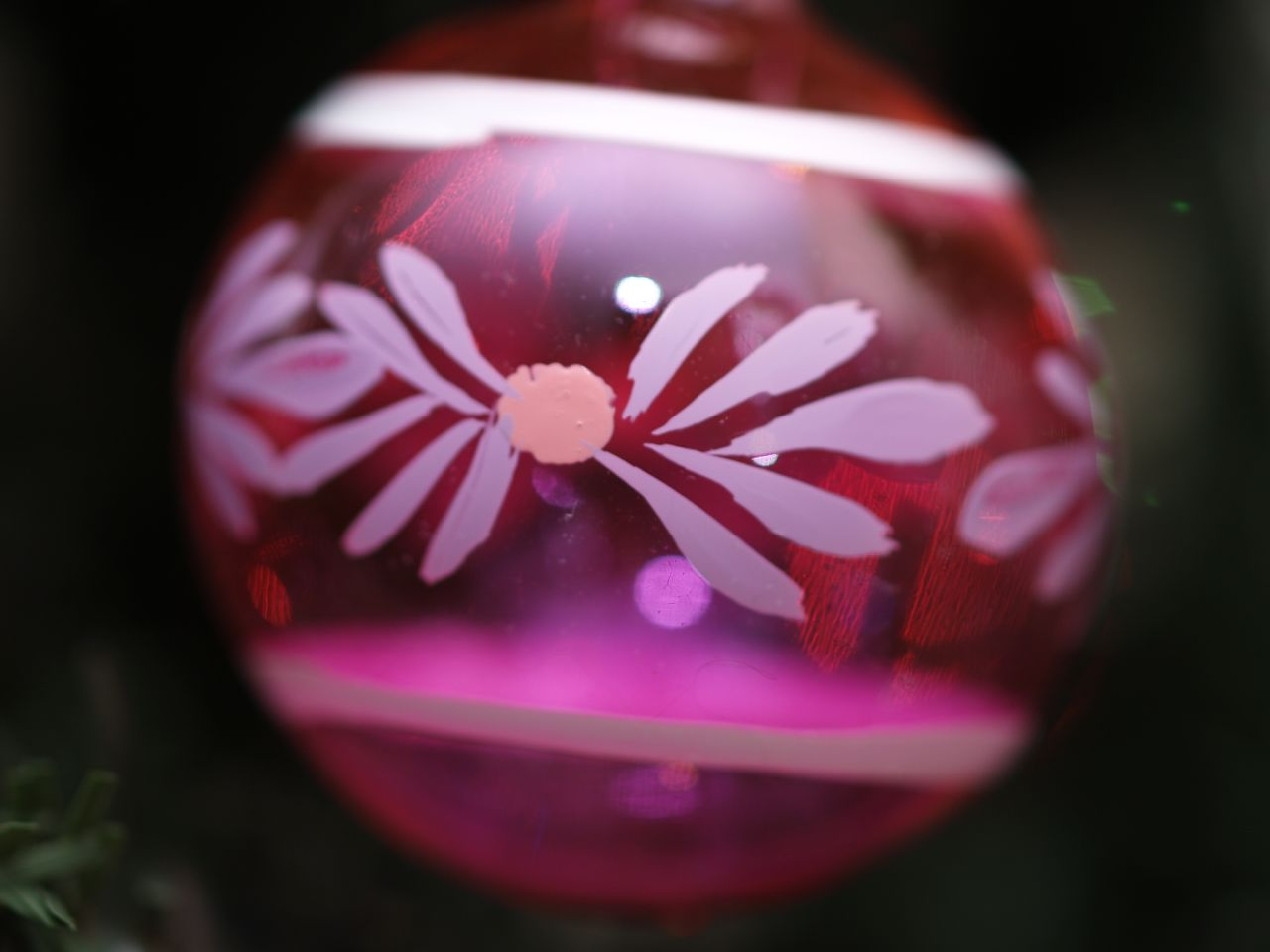
Transparente
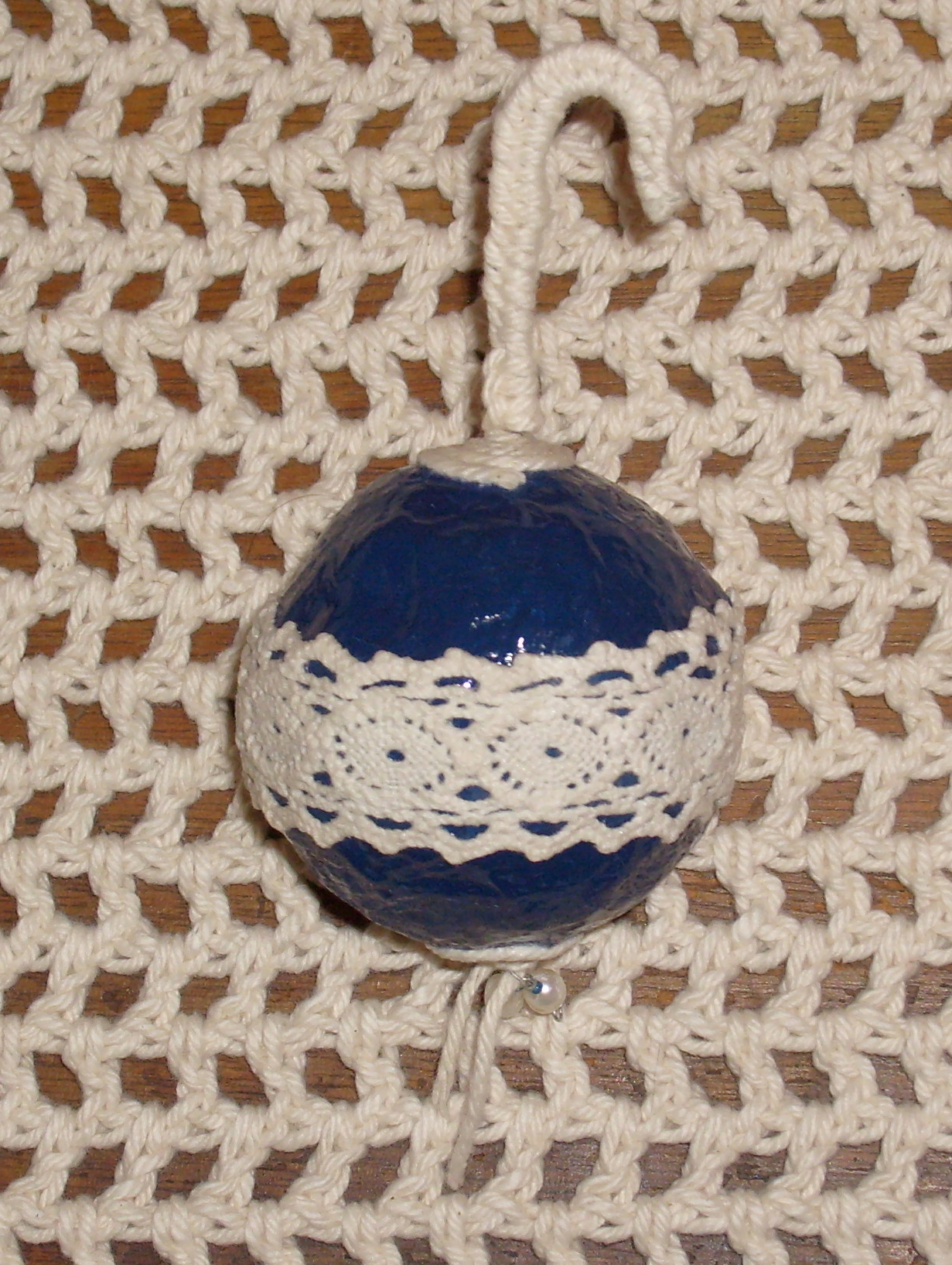
Artesanal
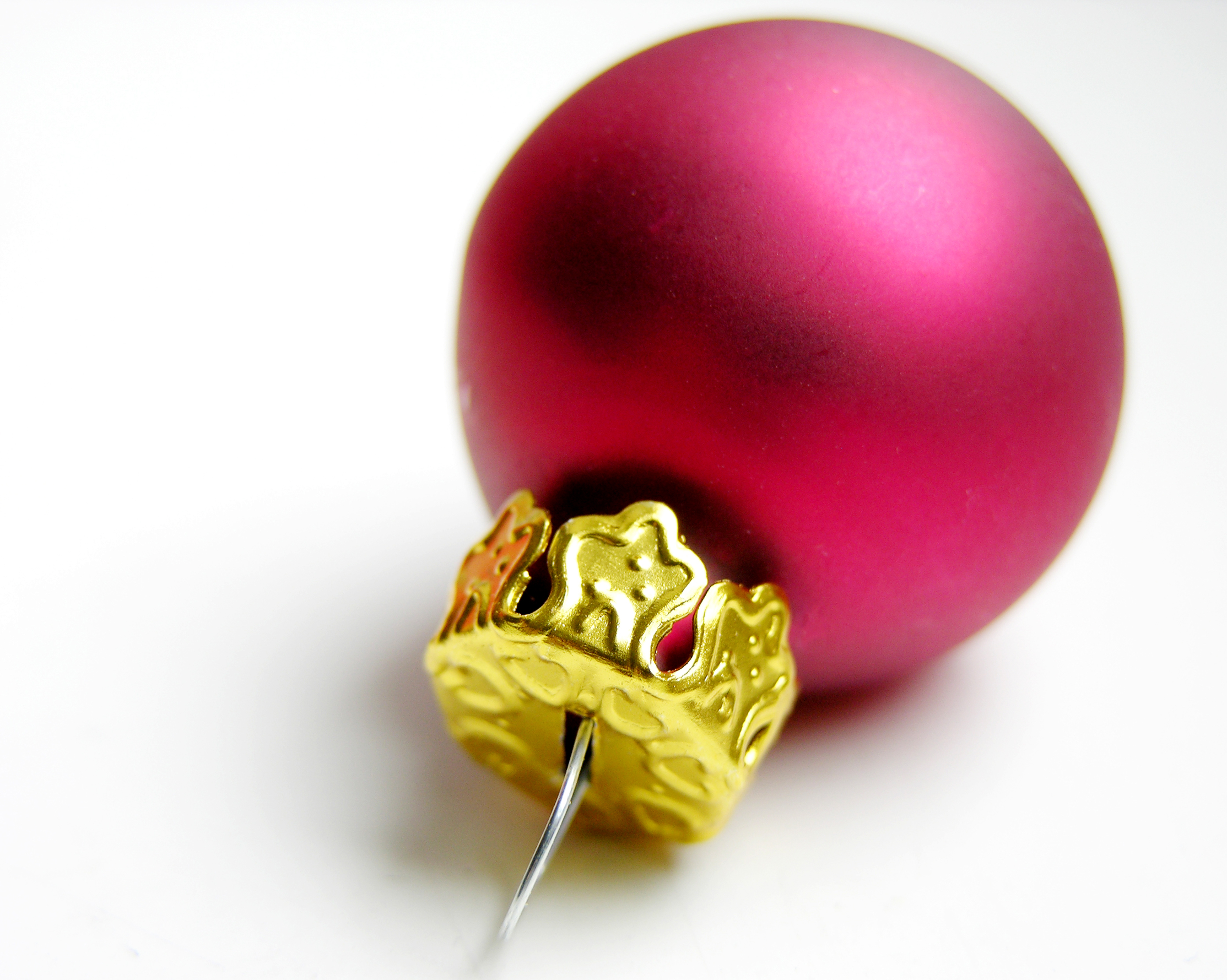
Textura metálica
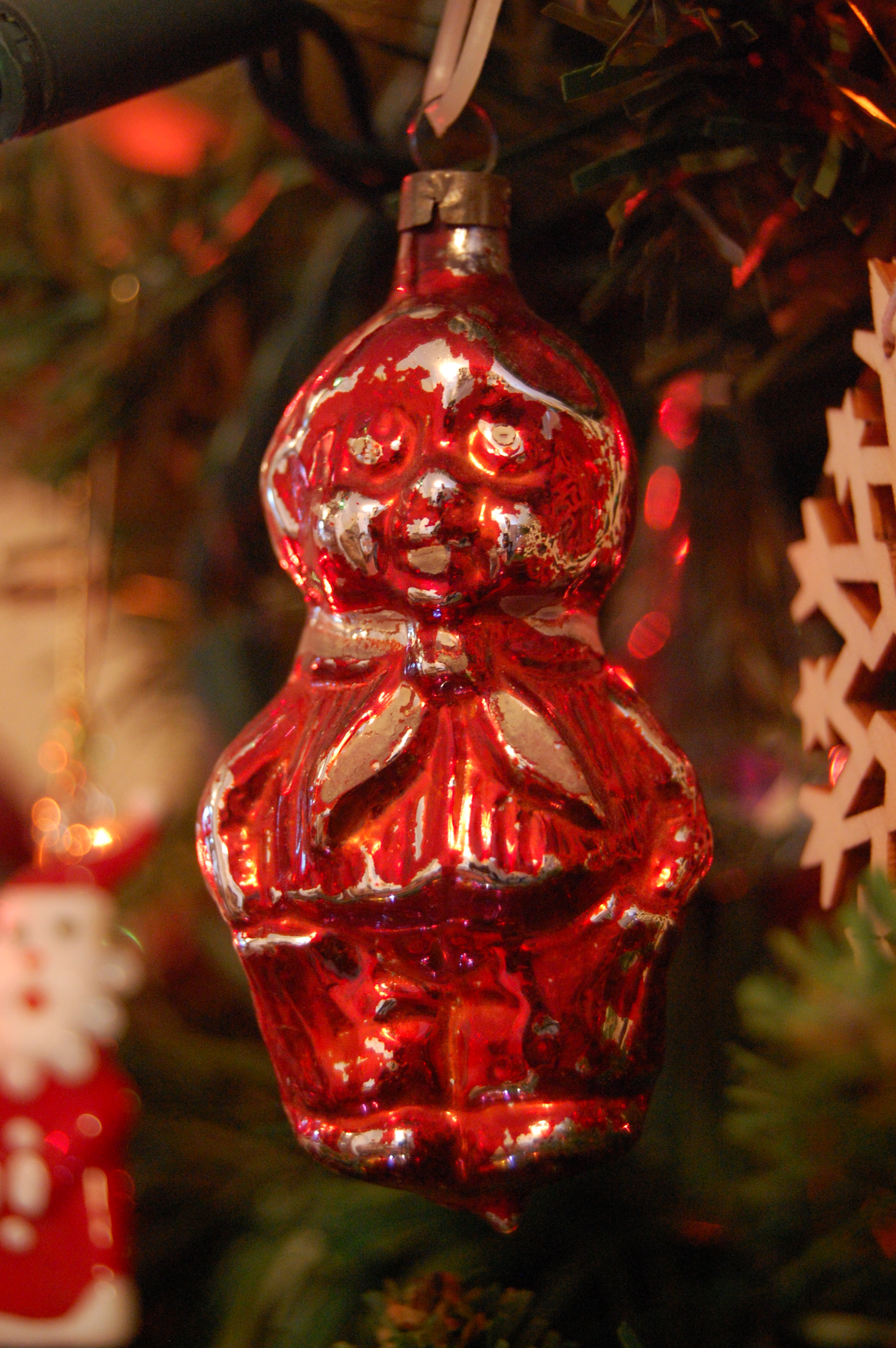